# Cecilioides connollyi
Cecilioides connollyi è una specie di mollusco gasteropode terrestre polmonato della famiglia Ferussaciidae e dalle piccole dimensioni distribuito principalmente nei territori dell'Andalusia e di Gibilterra.